# Mahikeng
Mahikeng a Dél-afrikai Köztársaság Északnyugat tartományának székhelye. Távolsága Johannesburgtól 240 km nyugatra. Lakossága 2001-ben 49 300 fő volt. Nyílt fennsíkon épült, 1500 méteres tengerszint feletti magasságban, a felső Molopo-folyó partján, mintegy 25 kilométerre délre a botswanai határtól.

## Történelem
Mahikeng eredetileg a barolong törzs székhelye volt. A várost az 1880-as években brit zsoldosok alapították, akik földet kaptak egy barolong törzsfőtől. A település neve egy helyi nyelven „köves hely”-et jelent. Későbbi brit telepesek a Mafeking formában használták. 1883-ban Goosen Állam nevű búr köztársaság második fővárosa lett. A búrok végül elhagyták a területet, ami brit uralom alá kerül.
A második búr háború kitörésekor, 1899-ben a várost ostrom alá vették. A híres mafekingi csata 217 napig tartott 1899 októbere és 1900 májusa között, és Robert Baden-Powellt nemzeti hőssé emelte.
Mahikeng volt Becsuánaföld székhelye (bár annak területén kívül helyezkedett el) 1894-től 1965-ig, amikor Gaborone lett a létrejövő Botswana fővárosa.
Mahikeng rövid ideig Bophuthatswana bantusztán székhelye is volt az 1970-es években. 1994-ben, az apartheid rendszer vége után az újonnan létrehozott Északnyugat tartomány székhelye lett.